# Jaume Cabré
Jaume Cabré (* 1947 Barcelona) je katalánský spisovatel. Vystudoval katalánskou filologii na univerzitě v Barceloně. V češtině mu v prosinci 2015 vyšel román Přiznávám, že… (katalánsky Jo confesso, 2011). Český literární časopis A2 zařadil tento román mezi nejlepší světové prózy po roce 2000.